# Max Rieger
Pour les articles homonymes, voir Rieger.
Max Rieger, né le 10 juillet 1946 à Mittenwald, est un skieur alpin allemand.

## Biographie
Il est licencié à son club local à Mittenwald.
Pour son premier grand championnat, il est vingtième du slalom aux Jeux olympiques de Grenoble 1968, où il défend les couleurs de l'Allemagne de l'Ouest.
Après des débuts en Coupe du monde en janvier 1970, il enchaîne deux quatrièmes places aux Championnats du monde à Val Gardena en slalom géant et combiné. En janvier 1971, il atteint son premier podium en Coupe du monde à l'occasion du slalom de Berchtesgaden (3e).
Aux Jeux olympiques de Sapporo 1972, il réussit un top dix avec le sixième rang au slalom géant.
En mars 1973, il parvient à remporter sa première et seule victoire dans la Coupe du monde au slalom géant du Mont Saint-Anne. Il se retire du circuit mondial à l'issue de l'année 1974.

## Palmarès

### Coupe du monde
- Meilleur classement général : 16e en 1970.
  - 3 podiums, dont 1 victoire : 1 en slalom géant.

### Résultats par saison
- Coupe du monde 1970 :
  - Classement général : 16e
- Coupe du monde 1971 :
  - Classement général : 21e
- Coupe du monde 1972 :
  - Classement général : 31e
- Coupe du monde 1973 :
  - Classement général : 20e
  - 1 victoire en géant : Mont Sainte-Anne
- Coupe du monde 1974 :
  - Classement général : 26e
- Coupe du monde 1975 :
  - Classement général : 58e

## Arlberg-Kandahar
- Meilleur résultat : 5e place dans le slalom 1971 à Mürren et le combiné 1971 à Crans Montana/Mürren.